# Richard John (Generalleutnant)

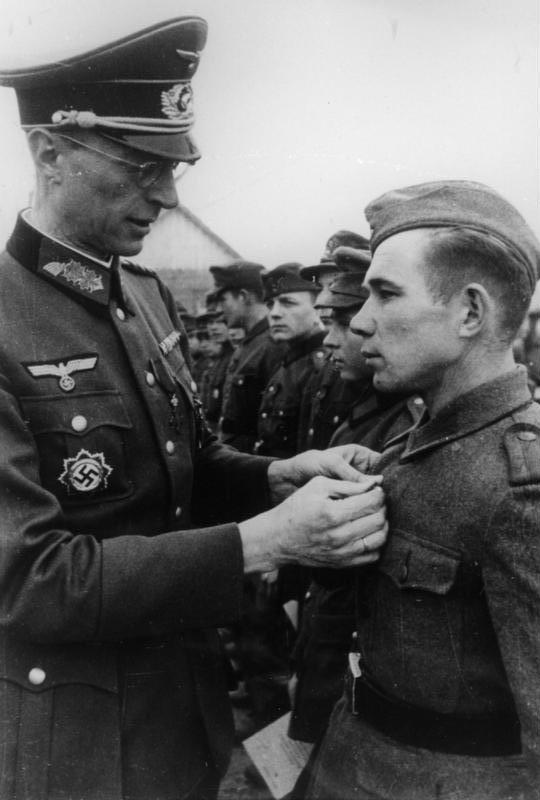
Richard John (1943) zeichnet sowjetische Freiwillige aus

Richard John (* 21. Juni 1896 in Wilhelmshaven; † 19. Februar 1965 in Garmisch-Partenkirchen) war ein deutscher Generalleutnant im Zweiten Weltkrieg.

## Leben
Aus dem Kadettenkorps kommend trat John nach Ausbruch des Ersten Weltkriegs am 17. August 1914 als Fähnrich in das 1. Infanterie-Regiment „König“ der Bayerischen Armee ein. Ab Mitte Oktober 1914 absolvierte er einen Fahnenjunker-Kursus in Döberitz, war anschließend wenige Tage bei Rekrutendepot I und wurde am 12. Dezember 1914 in das Reserve-Infanterie-Regiment Nr. 18 versetzt. Er avancierte am 7. Mai 1915 mit Patent vom 19. September 1914 zum Leutnant und erhielt für sein Wirken während des Krieges beide Klassen des Eisernen Kreuzes, den Militärverdienstorden IV. Klasse mit Schwertern sowie das Verwundetenabzeichen in Schwarz.
Nach dem Krieg wurde er in die Reichswehr übernommen und war ab 1. Oktober 1926 zum Studium an der Technischen Hochschule Berlin kommandiert. Sein Studium schloss er am 29. Januar 1932 mit dem Dipl.-Ing. ab. Ab dem 1. Oktober 1936 war er Erster Generalstabsoffizier (Ia) der Abteilung Wa Prüf 2 des Waffenamtes Prüfwesen im Heereswaffenamt. In dieser Position wurde er am 1. Oktober 1938 Oberstleutnant.
Am 1. Januar 1940 wurde er Kommandeur des II. Bataillons im Infanterie-Regiment 203 der 76. Infanterie-Division, gab das Kommando am 6. Mai 1940, kurz vor Beginn des Westfeldzuges, bereits wieder ab und übernahm das Infanterie-Regiment 36 der 9. Infanterie-Division. Mit der Division nahm er doch am Westfeldzug teil. Im August 1940 wurde er Chefreferent im OKW und hier am 1. Oktober 1940 Oberst. Von September 1942 bis April 1943 war er wieder Kommandeur des Infanterie-Regiments 36, ab Oktober 1942 Grenadier-Regiment 36. Ab Ende April 1943 befand er sich in der Führerreserve, erhielt am 26. Mai 1943 das Deutsche Kreuz in Gold und absolvierte im Juni/Juli 1943 einen Divisionsführerlehrgang. Anschließend der Führerreserve der Heeresgruppe Mitte zur Verwendung als Divisionskommandeur überwiesen, war John vom 20. Juli bis zum 9. Oktober 1943 mit der stellvertretenden Führung der 292. Infanterie-Division beauftragt, welche an der Ostfront kämpfte. Anschließend zunächst mit der Führung beauftragt, wurde John am 8. November 1943 mit Rangdienstalter vom 1. Oktober 1943 zum Generalmajor befördert und zum Divisionskommandeur ernannt. In dieser Eigenschaft erhielt er am 20. Dezember 1943 das Ritterkreuz des Eisernen Kreuzes und wurde am 1. April 1944 Generalleutnant.
Am 1. Juli 1944 erfolgte seine Ernennung zum Chef der Hauptabteilung Ballistik und Munition im Heereswaffenamt des Oberkommandos des Heeres. Ab Anfang November 1944 war er dort Chef der Amtsgruppe für Prüfung und Entwicklung. Mit der Umwandlung der Heimat-Artillerie-Park 11 Karlshagen (HAP 11) in die Privatfirma Elektromechanische Werke Karlshagen (EW) im Juli 1944 wurde John Mitglied im Vorstand der Firma, welche die Massenproduktion der V2 erreichen sollte.
Mit der bedingungslosen Kapitulation der Wehrmacht befand er sich bis zum 6. Juni 1947 in US-amerikanischer Kriegsgefangenschaft.